# Воловский сельсовет (Липецкая область)
Воловский сельсове́т — сельское поселение в Воловском районе Липецкой области. 
Административный центр — село Волово.

## История
В соответствии с законом Липецкой области №114-оз «О наделении муниципальных образований в Липецкой области статусом городского округа, муниципального  района, городского и сельского поселения» от 2 июля 2004 года Воловский сельсовет наделён статусом сельского поселения.

## Население
| 2010  | 2012  | 2013  | 2014  | 2015  | 2016  | 2017  |
| ----- | ----- | ----- | ----- | ----- | ----- | ----- |
| 3749  | ↘3623 | ↘3492 | ↘3453 | ↘3390 | ↘3358 | ↘3331 |
| 2018  | 2021  |       |       |       |       |       |
| ↗3354 | ↗3387 |       |       |       |       |       |

## Состав сельского поселения
| № | Населённый пункт  | Тип населённого пункта       | Население |
| - | ----------------- | ---------------------------- | --------- |
| 1 | Волово            | село, административный центр | ↘3373     |
| 2 | Воловские Выселки | деревня                      | ↘14       |